# Ostrock
Ostrock és una variant del rock desenvolupada a la comunista Alemanya Oriental. La paraula deriva del mot germànic ost, el qual significa "est", i "rock". L'estil ha mantingut una notable popularitat a les dues bandes del teló d'acer que va separar l'Alemanya durant 28 anys, i moltes bandes ostrock encara continuen en actiu.

## Grups més rellevants
- City
- Feeling B
- Gerhard Gundermann
- Nina Hagen
- Karat
- Keimzeit
- Lift
- Pankow
- Panta Rhei
- Puhdys
- Renft
- Die Skeptiker
- Silly i Tamara Danz
- Stern-Combo Meißen